# Brevipalpus castillejae
Brevipalpus castillejae är en spindeldjursart som beskrevs av Baker och James P. Tuttle 1987. Brevipalpus castillejae ingår i släktet Brevipalpus och familjen Tenuipalpidae. Inga underarter finns listade.